# ISO 3166-2:NC
Die zur Kennzeichnung geografischer Einheiten dienende Liste der ISO 3166-2-Codes für  Neukaledonien enthält ausschließlich den Code für  Neukaledonien. Es existieren keine weiteren Unterteilungen.

Dieser Code besteht nur aus einem Teil. Dieser gibt den Code gemäß ISO 3166-1 (für  Neukaledonien NC) wieder.
Die aktuellen Codes stehen auf der Seite der ISO unter #iso:code:3166:NC zur Verfügung.

Neukaledonien ist auch unter dem Code FR-NC in der ISO 3166-2:FR für Frankreich aufgenommen.
Die Unterteilung Neukaledoniens in drei Provinzen ist für diese Norm nicht von Belang.